# 水木清华BBS
水木清华BBS（域名 smth.edu.cn）是清华大学目前的官方BBS，也是中国教育网的第一个BBS，正式成立于1995年8月8日。水木清华曾经是中国大陆最有人气的BBS之一，代表着中国高校的网络社群文化。但在2005年3月16日转变成为校内型后，水木清华的访问人数大幅下降，影响力已不如前。此后数年间BBS水木清华站逐渐式微，于2012年夏正式关站，终止运作。分裂出的水木社区（域名 smth.org），系自然人出资的北京明睿博信息技术发展有限公司旗下之商业网站，该站利用备份的用户数据，在原水木清华BBS用户资源基础上实行独立商业化发展。

## 概况
“水木清华”四字，原指清华大学的一处景观，出自于晋代诗人谢混的诗句：“惠风荡繁囿，白云屯曾阿，寒裳顺兰止，水木湛清华”。后BBS即以此得名。
截至2005年3月16日前，水木清华共有版面500余个，总注册人数达到30万，最高在线人数达23674人，是中国高校中人气最旺的BBS。

## 版面与社群文化
现在的水木BBS主要分为旧水和新水，新水就是现在的水木社区。它现在几乎成为公网，但是在中国大学生占有巨大的舆论导向。它一般的在线人数是一万到两万人，主要人群是各大高校的学生，科研人员，学者，老师。虽然它是公网，可是某种意义上来说它仍然属于清华的系统，它人流量最大的讨论区水木特快的公告常常是通知清华大学的学生一些通知和注意事项

## 主要站史

### 1995年：开始
1995年8月初，ace为使清华内部能有自己的BBS，在实验室的一台386/Linux上架设了BBS，采用的系统是台湾大学椰林风情站的PalmBBS。其后ming和lucky也参与进来，并将系统转移到一台SUN Sparc 20（64M内存）的机器上。8月8日这个BBS系统正式开放，定名为“水木清华站”，此时的IP是166.111.1.11。
10月水木清华站提供MUD功能；11月27日，水木清华站可以通过WWW方式访问。到1995年底，水木清华的注册用户大致在数十人左右。

### 1996年：
3、4月间水木网友举行风筝会，中国中央电视台《我们这一代》对此进行了采访录制，并在节目中播出。4月底水木向全体清华学生开放，上站人数急剧上升，常突破百人。
1996年9月18日，许多BBS讨论钓鱼岛问题出现过激言行，有关部门对bbs站点进行整顿。北大阳光创意站和曙光站暂时关闭，水木清华关站一天。其后的10月份，水木清华站关闭了军事、历史、沙龙、时空报道四个版面。
10月底，系统更换成Firebird BBS系统，在此之前站务人员对Firebird系统做了大量改进。11月第二个版本的WWW-BBS设计实现出来。12月水木清华站硬盘崩溃，造成两个月左右的文章、用户信息和BBS程序的丢失。

### 1997年：
1月水木清华站从故障中恢复过来，重新开站，但WWW访问未能恢复。清华大学BBS管理条例出台。2月底，邓小平逝世，水木清华站暂时关闭。4月3日重新开站。IP地址转移到了202.112.58.200。
6月底，水木清华站网友为患有重病的唐桂刚同学捐款。
9月底，新一届站务管理委员会成立，站点管理走向正轨。水木清华站加强了站规、板主和版面的管理，建立了板主报道制度，并制定了新板申请等制度。11月初，曙光公司捐赠一台天演服务器(512M内存/9G硬盘）。经努力BBS系统移植到AIX上，并且重新开放了WWW-BBS接口，提供pop3收取站内信件功能。

### 1998年：
3月4日，水木清华站在两会期间关站。4月1日重新正式开放。6月，水木清华再次例行关站。6月15日重新开站时举行了全站性的聚会，此次聚会被称为happy98。12月9日为亚洲运动会设立亚运会专板/AsianGames临时看板，从此以后都会为重大体育赛事开设临时看板。

### 1999年：
5月8日，美国导弹击中中国驻南联盟大使馆。众多网友在水木清华站表达自己的愤慨，导致站点访问量激增，www方式于5月19日限时段访问。9月初，系统进行了重大改进：优化了系统；对pop3取信进行过滤；将系统人数上限设定在750人。
10月，曙光公司赞助服务器，服务器配置为：天演，2CPU，1G RAM，54G SCSI DISK。12月18日，启用域名 smth.org和smth.edu.cn。

### 2000年：
1月1日，新版www系统启用。

#### 接管风波
9月20日国务院了通过了《互联网信息服务管理办法》，10月8日中华人民共和国信息产业部颁布了《互联网电子公告服务管理规定》；随着这些法规的实施，清华大学决定加强对水木清华BBS的管理。
校方为此向站务人员提出了如下管理要求：該校学生登陆帐号与网费管理帐号相同；外校学生登陆需该校提供该校学生的数据库后方可；校外人员需提供身份证复印件。站务表示无法接受这些要求。校方要求站务等管理人员，在一到两星期内，配合学校的措施，逐步退出BBS的管理，并且不要造成站内的恐慌。
11月13日凌晨SYSOP宣布“从2000年11月13日0时0分起，本BBS的站务管理工作交由清华大学网络中心负责”。站名被修改为“清华大学BBS”。
早晨5:26原站长zixia发出了告别信并且自杀了自己的ID，他在告别信中声称：“以前站方所做的承诺，包括保证用户个人隐私，用户个人数据安全，都已经无法继续保证下去。”。大量的网友也跟着自杀了自己的ID。上午10:25所有用户收到站务组来信，称：“鉴于目前网络中心将继续本站的站务管理工作，原站务委员会认为已经完成了其使命，现在主动辞职以配合学校的统筹规划”。随后，除ace外，所有站长的权限暂时消除。上午站长Dire启动新站smth.net，恢复到9日水木清华站的镜象。一时间smth.net被称为“真水木”，smth.org被称为“伪水木”。在THUNet等版面，网络中心的部分老师开始鼓吹施行实名制。
晚上22时许，站长ace等与网络中心谈判归来后表示乐观。晚上23:36BBS清华大学站（即当时的水木站名）发布公告《本站保持现有模式运行》，公告称：“本站将仍然执行严格的注册审查制度，并实行文责自负的原则，在这些管理办法下，本站仍然维持原有的管理模式与站务/版务人员”，并且表示“由于理解偏差，站务管理委员会在没有与网络中心充分沟通之前即发布了一些公告，是我们工作的失误，对广大网友造成了伤害。在此，谨代表站务管理委员会向大家表示歉意，并邀请各位网友继续回到水木清华，支持水木之家。”
11月15日网络中心开始限制对smth.net的访问。smth.net随后不久就关闭了。(现为 www.newsmth.net)
中国的部分网络媒体报道了这次事件。

#### 恢复平静
随着接管事件的解决，站内很快恢复平静。站名也很快改回到“BBS水木清华站”。
2000年12月20日，增加校园网内接口。在水木清华站服务器上增设一个校园网内部接口，IP地址改为166.111.8.238，同时把bbs.net.tsinghua.edu.cn以及bbs.tsinghua.edu.cn的域名解析改为指向166.111.8.238。

### 2001年：
1月曙光公司再次捐助，系统的负载能力可以承受上站人数3000人。5月KCN对系统进行了重大改动，在性能、安全性方面得到提升；开始施行荣誉帐号制度。6月曙光公司再次捐助。9月26日开始试行仲裁制度。10月建立第一届仲裁委员会。12月试验转信，NetPRG板面开始和cn.bbs.unix.programming.network新闻组转信。

### 2002年：
3月3日更换新服务器，配置为4*PIII Xeon 700, 2G RAM 5*18G HD。4月5日施行BBS水木清华站转信管理办法，开始支持转信。4月15日，BBS水木清华站获得ICP备案，备案号为京ICP备020002号；4月25日系统支持SSH。5月12日系统支持Zmodem，WWW访问开放测试。7月25日系统支持POP3S协议。10月13日开始发放BBS水木清华站纪念光盘。

### 2003年：
1月12日《2003年BBS水木清华站发展白皮书(简版)》发布。2月25日系统在线人数首次突破10000。3月19日开设"Iraq/伊拉克局势"临时版面讨论伊拉克战争。4月6日“版主管理办法”开始施行；4月11日精华区开始可以下载；4月14日开设"SARS/非典型性肺炎"临时版面；4月23日开设"Picture/贴图"临时版面；4月26日《BBS水木清华站特刊创刊号(试刊)》发布。8月4日Piebridge版首次版聚；8月6日赛尔在线开通了“水木清华”上网直通车；8月8日开设“SMTH/水木清华站史”版面；8月9日注册用户数突破20万。12月5日，开设“CrossLife/两岸文化交流”群体版面，可以同台湾PTT站的CrossLife版双向转信；12月26日终止“圣经研究/Bible”主题版面。

### 2004年：
1月3日开设“TamiaLiu/刘涛·涛涛不绝”群体版面，其后不久刘涛就在清华大学与网友举行了见面会，见面会的DV一时间在中国各高校流传。2月16日施行《BBS水木清华站版面正版主负责制试行办法》。3月21日增加搜索功能。3月25日注册用户数首次突破250000。5月8日开始提供Blog服务；5月9日正式施行仲裁制度。6月5日网友的原创文集《水木的天空·第一辑》正式出版。8月7日，正值亚洲杯决赛期间，Football版在线人数突破10000；8月11日第二十八届夏季奥运会开幕，奥运频道开通，同时为“Olympic/奥运会”版增设了的5个附属版面；11月23日晚同时在线人数首次突破20000人，达到 20127 人。12月20日，《爱情，请用 term 登录》（英文名：love120day@SMTH）首映，这是中国第一部以BBS为背景的校园DV。

### 2005年以来：
2005年以来，在相关部门的强力推动下，水木清华开始向校内型转变。2005年，3-5月间，在各方压力之下，水木清华历经波折，在线用户人数成比例下降。水木清华2005年8月8日，水木清华还举办了10周年庆祝活动。次日8月9日凌晨2时，开通IPv6服务，地址为2001:DA8:200:100::238, 同时注册域名6smth.edu.cn。

## 向校内型转变
2005年，中华人民共和国教育部下达文件，要求各高校的BBS必须向实名制下校内交流平台改造，BBS水木清华站被要求作为典型来实施。为此，清华大学决定BBS水木清华站从开放型的BBS向校内型的BBS转型。

### 限制IP
2005年3月8日，清华大学信息网络工程研究中心（以下简称网络中心）要求BBS水木清华站站务委员会（以下简称站务委员会）禁止“清华特快”版面的校外访问权限，并声称此举来自于中国教育部的压力。
3月16日下午3时左右网络中心在物理上对水木清华BBS全站实施了校外路由的屏蔽，从而使得校外用户无法访问。同时，进站画面声明：“从即日起，BBS水木清华站由开放型转为校内型，限制校外IP使用”。紧接着，校内几乎所有公开的BBS穿梭地址被断。此事件俗称316事件
3月17日凌晨，站务委员会发布公告，声明BBS水木清华站进入特殊时期，并表达了无奈之情，指出在校方的压力下，“改变现状的可能性基本为零”。 
据站务人员透露，2005年3月18日，按照学校的要求，某站务人员为三名校方及网络中心的成员menss、thinfo、wissen添加了讨论区总管权限。同时，学校进一步要求其提供所有版面版主的个人资料。站务委员会得知此事后讨论决定临时取消了该成员的一切管理权限，从而相应地保护了所有版主的个人资料。
3月下旬至4月上旬，站务委员会与学校多次协商，表示希望回到3月16日以前局势并愿意配合进行合理的调整。学校未给出相应的答复，但表示希望稳定局面。也有人声称，在此时间内，站务委员会试图将水木清华BBS的数据转移到校外，准备开设新站点代替水木清华BBS，但此说法没有得到任何一方的正面答复。

### 各方反应
水木清华BBS被封的直接后果是82.3%的原校外用户此后无法登录，这包括无法取回他们的好友名单及站内信件等资料。
3月16日水木清华BBS被封後，清华大学的学生纷纷撰写文章和诗句，表达自己的感伤之情。版主们则以一种非常具有BBS特色的方式表达了他们的看法和心情，他们创作了大量进版画面，这些进版画面或者表达哀思，或者寄托希望，或者讽刺愚蠢。
3月16日南京大学小百合站在短暂的恢复之后限制了所有用户的发帖权限。
3月17日包括北大未名BBS、西交兵马俑BBS在内的中国众多高校BBS也相继关闭了校外用户的访问权限。在百度搜索中，清华大学BBS等关键字被做屏蔽处理。
3月18日中午，清华大学的数百名学生自发地在校园日晷前集会，共同祭奠水木清华。他们以折纸鹤和献花等方式表达了悲痛之情。
无法登陆水木的网友们，则在海外自建了网站 （页面存档备份，存于），集体署名寻求恢复水木清华的正常访问。
在水木清华BBS站停止对校外用户开放后，新生了一个词汇“囦困清华”，替代原来的“水木清华”，以形容水木对外封闭的状况。

### 强行接管

4月15日进站画面改变了标题

据原水木清华BBS站务人员声明，2005年4月14日凌晨网络中心陈茂科等几名人员直接进入存放水木服务器的房间，将原服务器的盘柜直接拔下，导致BBS连接中断。随后他们将盘柜挂入另一台服务器，并将IP设置为原服务器的IP，从而达到了数据一致、但BBS核心程序发生变动的实际效果。
4月14日中午时水木清华恢复正常访问，但站务人员发现已经无法行使原有的一些权力，这包括他们一直掌握着的水木清华服务器最高管理权限（系统维护操作权限）。
下午1时许BBS水木清华站站务委员会在站内发表醒目公告，指出“鉴于现水木清华服务器已经不由我们掌握，我们不再能保证用户的一切数据、资料的安全，请大家自行注意安全与备份”，还说明“水木清华站务委员会成员一直团结在一起，但是我们无法与暴力和强权抗衡”。随后，大量网友和版主表达了对接管服务器的有关人员的不解与强烈不满。许多版面呈现混乱状态，Newsoftware、Netresources等一些大型版面被版主清除数据后相继关闭。网友集中在THUExpress版发贴抗议，版面文章数量从数千迅速攀升至十万。
4月15日凌晨BBS水木清华站仲裁委员会宣布暂时解散。此后，站内继续呈现混乱局面，如进站标题被修改及系统管理员帐号SYSOP被普通用户盗用并将密码置空等。4月16日凌晨有关人员修正了BBS程序，但同时也使得站务不再掌握任何高级管理权限。
由于灌水机的使用，GameExpress版面文章数量突破2千万篇，成为水木10年来版面文章数量的历史最高纪录。许多无法控制的版面被有关人员设置为只读。
4月19日凌晨清华大学信息网络工程研究中心在站内发表公告，声明BBS水木清华站由其负责开办并承担法律责任。其近期出于技术需要对服务器进行了调整；并依据中国有关法律，为加强网络安全和维护版面基本秩序，采取了相应管理措施。
4月19日下午BBS水木清华站站务委员会宣布集体辞职，原因是网络中心“未能真实、完整、全面地反映BBS水木清华站最近的有关情况，且其近日行径严重践踏了《BBS水木清华站管理规则》”，并且“已经剥夺了站务委员会成员履行站内管理责任的物理权利”。站务委员会提出，站内数据资料的著作权应属相应资料的发布人，这些发布人对这些数据具有处置权利。他们希望对于3月16日后无法上站的用户，校方可以尽快给予取回信件和个人资料的权限，还希望校方提供可行的机制，保证校内用户的隐私不受侵犯。辞职声明中，全体站务均采用了真实姓名进行署名。
4月20日晨清华大学信息网络工程研究中心在站内发表公告，停止BBS水木清华站原16名站务委员会成员的职权。同时，SYS01等七名临时接替原站务委员会职位的人员被任命。至此，BBS水木清华站原站务委员会所有成员的管理权力已被完全解除。
4月20日，衍生自火鸟Firebird、由原水木清华BBS开发组开发维护的smthbbs开放源代码BBS系统，宣布更名为The K Board System（简称KBS），同时将由原水木清华BBS开发组独立开发的Web部分转变为非GPL许可的专有版权，除个人学习使用外，使用该部分代码均需得到KBS开发组的授权。
在各方舆论的压力下，4月24日BBS水木清华站临时站务管理组宣布恢复pop3取信功能（含校外IP地址）。这使得3月16日后无法登录的校外用户能够重新取回他们的站内信件。
数日来，大量版主集体申请辞职或发表声明放弃所有管理权限，Joke、Picture、Netresources、Newsoftware等许多版面无法正常运作。众多用户发表了关于个人版权的声明，声称授权给原版务人员将自己的原创文章删除，或者备份、拷贝、移动、复制至任何能体现2005年3月16日以前水木的管理风格的BBS社区。其法律依据没有得到权威人士证明，但这为重建新站提供一定法律基础。
2005年5月开始，校外用户可以只读访问部分技术类版面。

SMTH.ORG被所有人收回

5月2日，水木清华BBS使用了六年之久的域名“smth.org”被原注册人收回，不再为水木清华BBS所享有。7月，该域名指向至水木社区。
5月4日，水木清华BBS开通校内邮箱和校友邮箱认证功能。这使得清华大学的所有学生及校友，在通过信箱认证后便可从校外登录水木清华BBS。
现状：水木清华BBS目前（2007年12月）已开放校外IP的校内信息版面的发文权限，具体恢复时间未知。在线用户数量保持在3000－4000人。技术学术相关版面严重萎缩。

### 影响与评价
水木清华BBS被网络中心强行接管后的一段时间，站内呈现出强烈的反抗情绪。学校方面指责站务人员隐瞒事实真相，并不负责任地煽动学生情绪。网友们用不同的方式表达他们的抗议，例如使用灌水机发帖，以及在版面及个人信箱内转发名为“一亿以内素数表”的超大型文章，导致服务器资源消耗殆尽，以及在版面上进行“快闪”活动等等。新任的临时管理人员则采取了一些通常极为慎重使用的举措进行处置，如直接删除大量ID、只读版面、停站整顿等。此外，网络中心还封禁个人连网出校权限，并以学生停止发言为恢复权限的条件。
3月16日封禁校外IP后，水木清华的高峰在线人数从之前的23000余人跌落至7000人左右。而在4月20日被校方接管后，在线人数持续下跌。直至2005年5月，水木清华BBS的在线人数峰值保持在4000人上下。
大部分关心水木清华BBS事件的网友一度在紫霞BBS上进行沟通，也有部分网友转移至一见如故BBS、人间仙境BBS等站点。在众多网友的支持下，BBS水木清华站原站务组创办了水木社区（又被称作新水木）。水木社区保留了BBS水木清华站截至3月16日前的所有版面及用户数据等资料。不少人认为BBS水木清华站已名存实亡。